# Europæere
Europæere er Europas indbyggere. I øst har Europa en geografisk grænse ved Uralbjergene, men den kulturelle grænse er ikke præcist defineret.
Første gang, der blev skrevet om europæerne, var da en anonym spansk skribent skrev i en mozarabisk krønike i 754. Med den latinske nydannelse Europenses refererede skribenten til frankere, langobarder, saksere og frisere som en samlet reference. 
Naturvidenskabeligt klassificerede Carl von Linné europas levende mennesker i sit værk i 1735 Systema Naturae som „Homo europaeus albese“, det vil sige som en geografisk variant af Homo-slægten. Samtidig definerede han tre yderligere varianter af homo-slægten: „Homo americanus rubese“ (amerikanere), „Homo asiaticus fuscus“ (asiater) og „Homo africanus nigr“ (afrikanere). I den tiende udgave af hans værker (1758, side 20) var disse varianter samlet under benævnelsen Homo sapiens og nu også med fokus på temperament og kropsholdning fik varianterne navnene „Homo europaeus albus“, „Homo americanus rufus“, „Homo asiaticus luridus“ og „Homo africanus niger“.
I det 20. århundrede udviklede Paneuropabevægelsen sig og dermed ideen om en samling af europæiske nationer og folk. Senere kom Europabevægelsen, hvilket blev begyndelsen til Det Europæiske Fællesskab og Den Europæiske Union.